# Radio chrétienne francophone
Pour les articles homonymes, voir RCF.
RCF, Radio Chrétienne Francophone, est un réseau de 64 radios locales en France et en Belgique, diffusée en FM, en DAB+ et en digital.
RCF propose un programme grand public, généraliste et de proximité selon les 5 thématiques suivantes : actualité, culture, spiritualité, vie quotidienne, écologie.

## Identité du réseau
RCF est un média chrétien de réflexion, ancré dans les territoires, ouvert à tous et à tous les sujets.
Média œcuménique, la radio RCF est ouverte à la diversité de l’Église : la radio produit de nombreuses émissions autour des églises protestantes, orthodoxes et aussi autour du judaïsme.
Actualité, vie spirituelle, culture, économie & société et écologie & solidarité sont les 5 grandes thématiques des émissions et reportages RCF.
La signature de la radio est La Joie se partage.
Les 64 radios associatives qui constituent RCF, vivent essentiellement grâce aux dons de leurs auditeurs. RCF occupe ainsi une place singulière dans le paysage médiatique français, en préservant son indépendance et la qualité de ses programmes.

### Slogans
- 1991 : « Chaque jour, l'essentiel »
- Entre 1997 et 1999 : « Un regard chrétien sur le monde »[5]
- Entre 1999 et 2011 : « La radio dans l'âme »[6]
- Entre 2011 et 2015 : « Branchez-vous sur l'essentiel »[7]
- 2015 : « La Joie se partage »[8]

## Programmation

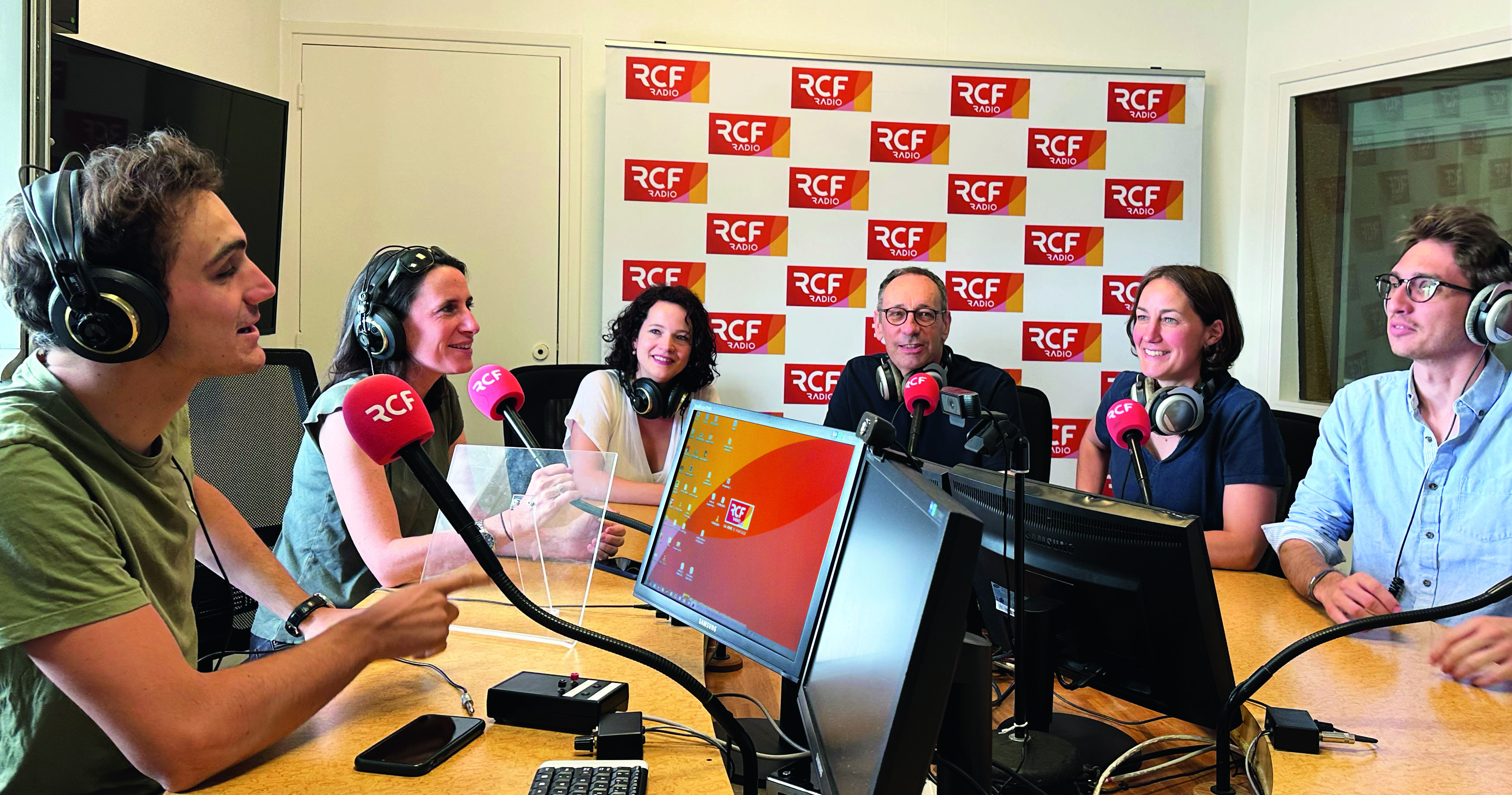
Les journalistes RCF en 2023

La radio a plusieurs formats : chroniques, reportages, témoignages, émissions spéciales ou régulières, en France ou à l’étranger.

## Historique

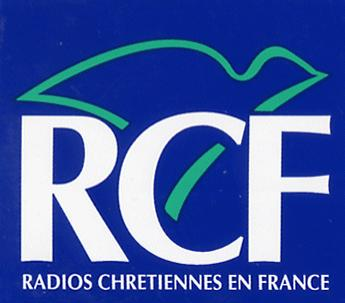
Logo RCF entre 1996 et 2011

Radio Fourvière est créée en 1982 à l’initiative de l'archevêque de Lyon, Albert Decourtray et du père Emmanuel Payen. Leur objectif était de permettre à l’Église de rejoindre un maximum de personnes à travers un nouveau média : la radio FM. 
C’est à l’occasion de la venue du Pape Jean-Paul II en 1986 que le réseau radio Fourvière est créé. Dans les années 90, le réseau RCF comptait déjà 30 radios locales.

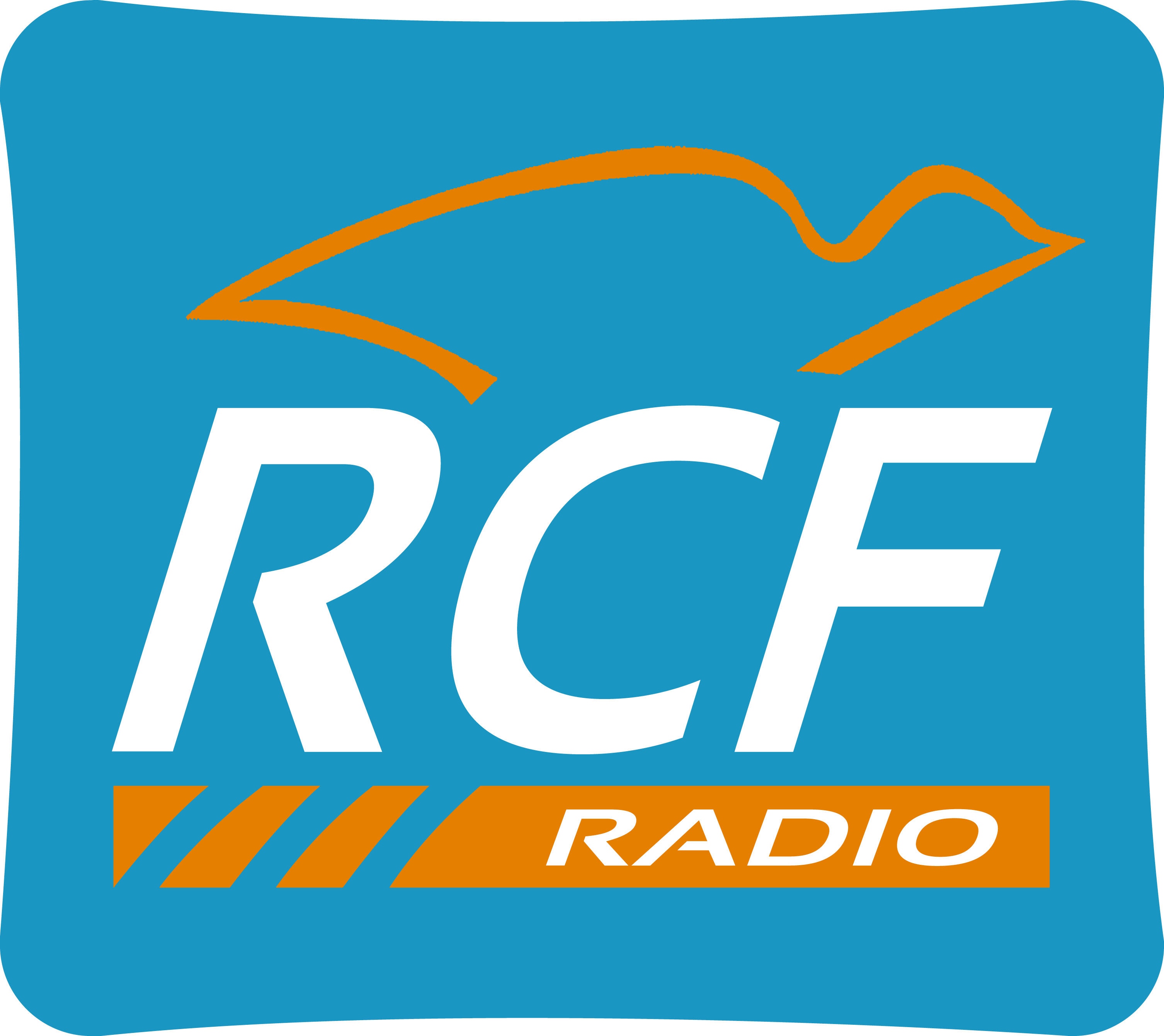
Logo RCF entre 2011 et 2015

Radio Fourvière est devenue RCF (Radio Chrétienne Francophone) en 1996 et a adopté une charte graphique commune pour toutes les radios adhérentes. En plus d’être un réseau de radios associatives, RCF est devenue une véritable marque.  
C’est en 2010 que RCF est devenue le premier réseau indépendant de radios associatives, avec 60 radios locales.
L’identité visuelle de la radio a été repensée en 2011, l’occasion de développer de nombreux outils en ligne comme le site internet, l’application smartphone et les podcasts.

Logo de RCF depuis janvier 2015

RCF a lancé en 2015 son nouveau territoire de marque : la Joie. Ce fut l’occasion de changer leur identité visuelle, et de renforcer ses contenus et son offre multimédia. RCF a alors affirmé son positionnement de radio chrétienne généraliste de proximité, ouverte à tous.
En 2019, RCF intègre l’arrivée du DAB+ (radio numérique terrestre) et diffuse dans plusieurs grandes villes de France et de Belgique. Le DAB+, une technologie qui révolutionne l’utilisation de la radio.
Aujourd’hui la radio est présidée par Jean Frédéric Geolier et dirigée par Philippe Lansac.
À partir de mars 2024 RCF entame une fusion avec Radio Notre Dame, prévue pour aboutir définitivement en 2025. Toutefois, salariés et auditeurs s'inquiètent d'une politisation de la chaîne, et « d'un basculement éditorial de leur antenne vers un discours plus conservateur, flirtant parfois avec l'extrême droite », au détriment de l'identité initiale de la fréquence.

## Audience
Bien que RCF soit un média chrétien, 40 % des auditeurs se revendiquent comme sans religion, d’autres confessions ou encore non-pratiquants. L’auditeur moyen de RCF a 52 ans.

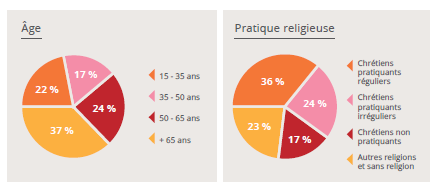
Audience RCF

Écoutée quotidiennement par 600 000 auditeurs, RCF entretient une image forte[non neutre] auprès de ces auditeurs. Celle d’une radio positive, crédible, ouverte au monde, professionnelle et proche de ses auditeurs, d’après le rapport du CSA.

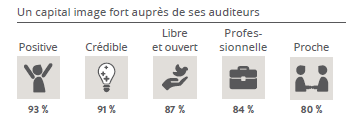
L'image forte RCF auprès de ses auditeurs

## Organisation

### Statut
RCF est un réseau de radios associatives de proximité dont la diffusion est autorisée par l’ARCOM.

### Financement
Le réseau est financé par 4 moyens : les dons des auditeurs, le diocèse, le Fonds de soutien à l'expression radiophonique (FSER) et les partenariats/mécénats. Chaque radio présente une structure de financement différente suivant la part des sommes relevant de chaque catégorie.

## Diffusion
RCF est un média diffusé 24h/24 et 7j/7, avec 20 h de programme national et 4h de programme local.
En 2024, RCF comptabilise 64 radios locales FM, et développe le DAB+ (radio numérique) sur l’ensemble de son réseau. Elle couvre plus de 20 millions de personnes grâce à sa présence en DAB+ sur une majeure partie du territoire français et belge.
| FRANCE MÉTROPOLITAINE    | FRANCE MÉTROPOLITAINE | FRANCE MÉTROPOLITAINE | FRANCE MÉTROPOLITAINE |
| Nom de la station        | Création de la radio  | FM                    | DAB +                 |
| ------------------------ | --------------------- | --------------------- | --------------------- |
| RCF Allier,              | 1992                  | ●                     | ●                     |
| RCF Alpes-Provence,      | 1996                  | ●                     | ●                     |
| RCF Alpha Rennes,        | 1983                  | ●                     | ●                     |
| RCF Alsace,              | 2015                  | ×                     | ●                     |
| RCF Anjou,               | 1992                  | ●                     | ●                     |
| RCF Ardèche,             | 1986                  | ●                     | ●                     |
| RCF Belfort Montbéliard, |                       | ●                     | ●                     |
| RCF Besançon,            | 1991                  | ●                     | ●                     |
| RCF Bordeaux,            | 1981                  | ●                     | ●                     |
| RCF Calvados-Manche,     | 1991                  | ●                     | ●                     |
| RCF Charente,            | 1992                  | ●                     | ●                     |
| RCF Charente-Maritime,   | 1992                  | ●                     | ●                     |
| RCF Cœur de Champagne,   | 1991                  | ●                     | ●                     |
| RCF Corrèze,             | 1996                  | ●                     | ×                     |
| RCF Corsica,             | 2007                  | ●                     | ●                     |
| RCF Côtes d'Armor        | 1992                  | ●                     | ●                     |
| RCF Dialogue,            | 1982                  | ●                     | ●                     |
| RCF Drôme,               | 1989                  | ●                     | ●                     |
| RCF en Berry,            | 1991                  | ●                     | ×                     |
| RCF en Bourgogne,        | 1989                  | ●                     | ●                     |
| RCF Finistère,           | 1992                  | ●                     | ●                     |
| RCF Haute-Loire,         | 1987                  | ●                     | ×                     |
| RCF Haute Normandie,     | 1998                  | ●                     | ×                     |
| RCF Haute-Savoie,        | 1984                  | ●                     | ●                     |
| RCF Hauts de France,     | 2005                  | ●                     | ●                     |
| RCF Isère,               |                       | ●                     | ●                     |
| RCF Jerico Moselle,      | 2017                  | ●                     | ●                     |
| RCF Jura,                | 1991                  | ●                     | ●                     |
| RCF Limousin,            | 1996                  | ●                     | ●                     |
| RCF Loiret,              | 1991                  | ●                     | ●                     |
| RCF Loir-et-Cher,        |                       | ●                     | ×                     |
| RCF Lorraine Meuse,      |                       | ●                     | ●                     |
| RCF Lorraine Nancy,      | 1987                  | ●                     | ●                     |
| RCF Lozère,              | 1992                  | ●                     | ×                     |
| RCF Lyon,                | 1982                  | ●                     | ●                     |
| RCF Maguelone Hérault,   | 1983                  | ●                     | ●                     |
| RCF Méditerranée,        | 1991                  | ●                     | ●                     |
| RCF Nice Côte d'Azur,    | 1998                  | ×                     | ●                     |
| RCF Nièvre,              | 1991                  | ●                     | ×                     |
| RCF Orne,                | 1983                  | ●                     | ●                     |
| RCF Pays d'Aude          | 1992                  | ●                     | ●                     |
| RCF Pays de l'Ain,       | 1983                  | ●                     | ●                     |
| RCF Pays Tarnais,        | 1981                  | ●                     | ●                     |
| RCF Poitou               |                       | ●                     | ●                     |
| RCF Puy de Dôme          |                       | ●                     | ●                     |
| RCF Reims-Ardennes,      | 1991                  | ●                     | ●                     |
| RCF Sarthe,              | 1991                  | ●                     | ●                     |
| RCF Savoie,              | 1988                  | ●                     | ●                     |
| RCF Saint-Étienne,       |                       | ●                     | ×                     |
| RCF Sud Bretagne,        | 1987                  | ●                     | ●                     |
| RCF Touraine,            | 1991                  | ●                     | ●                     |
| RCF Vaucluse,            | 1991                  | ●                     | ●                     |
| RCF Vendée,              | 1992                  | ●                     | ×                     |

| BELGIQUE          | BELGIQUE         | BELGIQUE | BELGIQUE |
| Nom de la station | Date de création | FM       | DAB +    |
| ----------------- | ---------------- | -------- | -------- |
| RCF Bastogne,     |                  | ●        | ×        |
| RCF Bruxelles,    | 1996             | ●        | ●        |
| RCF Liège,        | 2004             | ●        | ●        |
| RCF Sud Belgique, |                  | ●        | ×        |
| 1RCF Belgique,    | 2019             | ×        | ●        |

| DOM TOM             | DOM TOM          | DOM TOM |
| Nom de la station   | Date de création | FM      |
| ------------------- | ---------------- | ------- |
| Radio Arc-en-ciel   |                  | ●       |
| Radio Saint-Gabriel |                  | ●       |
| Radio Massabielle   | 1982             | ●       |